# B. Lewis Rice
Benjamin Lewis Rice (Bangalore, 17 de julio de 1837 - Londres, 10 de julio de 1927) fue un epigrafista, arqueólogo y lingüista políglota indobritánico.
Sus padres eran misioneros británicos con inclinaciones académicas. Su padre, Benjamin Holt Rice, llegó a la India en 1837. Tardó solo siete meses en aprender a hablar y escribir idioma canarés (kannada). Cuando la escuela en la que trabajaba tuvo dificultades en encontrar buenos libros de texto en canarés, el reverendo Rice se dedicó a escribirlos, incluyendo textos sobre aritmética, geografía, historia y sobre la Biblia.
Lewis Rice creció en esa atmósfera. Su padre lo envió a Inglaterra a estudiar. Retornó a Bangalore en 1860 con una licenciatura. Fue nombrado director de la escuela secundaria Bangalore High School (actual Central College).
Cinco años después (1865) fue nombrado inspector de escuelas para los estados de Mysore y Coorg. En 1868 fue director de Instrucción Pública de Mysore y Coorg ―en que introdujo el «sistema escolar hobli», en el que las escuelas de los pueblos (hobli: ‘región’) serían gratuitas, administradas por organismos locales y pagadas mediante impuestos a los terratenientes―. En 1881 fue designado jefe oficial de censos y en 1883 secretario del Departamento de Educación.
En 1868 publicó el que quizá fue su primer libro: An introduction to sanskrit.

## Idiomas
Durante sus primeros años de educación, Rice adquirió fluidez en varios idiomas. Un año después de convertirse en director de la escuela secundaria de Bangalore, pasó con éxito un examen de secundaria superior en idioma canarés. Cuatro años más tarde pasó también un examen en idioma hindi. Mientras tanto también aprendió sánscrito. Más tarde, en el transcurso de su trabajo epigráfico, también aprendió idioma tamil y escritura grantha, un antiguo tipo de letra que se utilizaba para escribir tamil y sánscrito.
Cuando era inspector de escuelas en Bangalore, Rice también estableció exámenes escritos en canarés para los egresados de la escuela secundaria. Parece haber sido muy exigente, porque en algunos de sus informes informaba con aspereza la mala calidad del canarés en algunos de los estudiantes.

## Epigrafista
Durante su paso por la educación, se despertó el interés de Rice en la Historia. En sus giras inspeccionando escuelas, Rice se encontró con muchas inscripciones escritas en piedra. Por la misma época, el entonces comisario en jefe L. B. Bowring encargó a alguien para tomar fotografías de cerca de 150 inscripciones, en su mayoría del norte de Karnataka. En 1872 le dio estas fotografías a Rice para que las tradujera a sus anchas.
Rice se puso a la tarea con entusiasmo. La mayor parte de las inscripciones estaban en hale kannada (canarés antiguo), por lo que tenía palabras y giros que ni Rice, ni ningún erudito o sacerdote conocían. Pero con perseverancia y la ayuda de un inteligente, pero renuente erudito en sánscrito y canarés, Rice finalmente logró descifrar todas las inscripciones.
En 1879 publicó el volumen las Mysore inscriptions (‘inscripciones de Mysore’), que contenían las traducciones de estas inscripciones. Después seguirían varios volúmenes más sobre inscripciones, incluyendo libros sobre las inscripciones de Shravana Belagola.
En 1884, Rice fue nombrado director del Departamento de Arqueología del Estado de Mysore. Durante 22 años (hasta 1906) recolectó 8869 inscripciones en los ocho distritos de ese estado y en el estado de Coorg (que entonces era un estado separado). Publicó esas inscripciones ―con su respectiva traducción al idioma inglés― en una serie titulada Epigraphia Carnatica: doce grandes tomos sobre inscripciones provenientes de diversas regiones de Karnataka.
El trabajo de Rice en las inscripciones se ralentizó debido a que el Gobierno estatal, impresionado con su manera minuciosa y metódica de recopilar información, también le dio la tarea de preparar un diccionario geográfico con información acerca de cada distrito del Estado. De ahí surgió otra obra magna de Rice, el Mysore Gazetteer, el primero de los cuales fue publicado en 1876, y el segundo en 1897. Tal como la Epigraphia Carnatica, estos diccionarios geográficos de Lewis Rice siguen siendo libros de consulta sobre información general e histórica sobre la mayoría de las aldeas, pueblos, ciudades y distritos de Coorg y del antiguo Mysore.
La información completa de los libros de Rice se basó en parte en cuestionarios detallados que Rice envió a comisarios adjuntos y los oficiales taluk, y en parte en sus giras de investigación arqueológica en todo el estado.
En 1885, por ejemplo, el año en que fue nombrado director a tiempo parcial de investigación arqueológica, pasó 215 días recorriendo 654 pueblos en busca de reliquias históricas. Al año siguiente, visitó cuatro taluks más, el año siguiente otros nueve taluks, y nueve más después de eso... y así sucesivamente, de manera implacablemente metódica. Estos viajes arqueológicos en su fiel caballo poni, a menudo en zonas remotas, parecen haber sido aventuras en sí mismas. En uno de sus informes, por ejemplo, en el que Rice hace gala de su típico eufemismo británico: «Se encontró un cierto peligro por la presencia de una gran cobra».

En un lugar estábamos copiando una inscripción de una piedra, la parte inferior de la cual estaba enterrada en el suelo. No se podía conseguir que nadie cavara alrededor de la parte inferior, porque todos tenían miedo a los espíritus malignos si alguien interfería con ellos. El shekdar, un brahmán, estaba tan molesto que dijo que él mismo haría la excavación. Avergonzado por esto, un joven aldeano se adelantó y se ofreció, con muchos temblores, a hacerlo. Tomó un pico, y lo alzó bruscamente para hincarlo en la tierra, pero debido a su nerviosismo se clavó la punta en la frente, infligiéndose una herida. Con un grito sobrenatural dejó caer el pico y salió corriendo lo más rápido que pudo. Todos los presentes confirmaron sus antiguas creencias.
B. L. Rice

En 1869, Rice se casó con Mary Sophia Garrett, hija de otro misionero de Bangalore. Tuvieron diez hijos y vivían en un gran bungalow que Rice hizo construir en Sankey Road, que hoy alberga un hotel boutique de lujo.
La nieta de Rice, Sheila Bevan, escribió cariñosamente acerca de cómo, al regresar de sus innumerables viajes, Rice a veces en tono de broma le preguntaba a su esposa: «¿Y cuántos hijos tenemos ahora, Mary?»
En 1891, Rice descubrió al pie de la colina Brahmaguiri dos edictos en roca del emperador Ashoka, que logró datar hacia el 230 a. C.). En ellos se indicaba que el lugar se había llamado originalmente Isila, y había sido el punto más al sur del Imperio mauria.
En 1906, Rice se retiró y se mudó con su esposa a Inglaterra. Continuó trabajando en la revisión de algunos de sus libros. También creó y evaluó los exámenes sobre literatura canaresa para los estudiantes de la Universidad de Londres. En abril de 1927, le escribió a su amigo y discípulo, el arqueólogo R. Narasimhachar, «Envíele mis saludos a aquellos que todavía preguntan por mí. Mi amor por Mysore es interminable». Lewis Rice fue conocido en su época por los historiadores de la India como shasana-pita-majá (‘el abuelo de las inscripciones en piedra’).
Rice también sacó a la luz a más de trescientos poetas desconocidos del pasado canarés. Recopiló personalmente más de tres mil manuscritos sánscritos y publicó varios de ellos.
Rice estaba orgulloso de la tolerancia religiosa de Karnataka, y usualmente señalaba que su tierra había sido el origen de tres grandes acharias del hinduismo: Shankara, Ramanuyán y Madhwa.
Logró datar la fecha de llegada a Karnataka de los primeros misioneros de la religión jaina.
En mayo de 1906 se mudó con su esposa Mary a Harrow on the Hill, un suburbio en el noroeste de Londres (Inglaterra).
En 1919 festejaron sus bodas de oro (50 años de matrimonio) en su hogar.
Tenía un amor especial por el idioma de su tierra. El historiador A. Súndara describe una anécdota que sucedió en 1924 ―dieciocho años después de que Rice se había jubilado y trasladado a Inglaterra―. En una exposición celebrada en Londres, Rice encontró un guía indio en uno de los pabellones. Al intercambiar cortesías, Rice descubrió que el hombre era kannadiga (hablante de canarés): «Ayya, ¿kannadadalli matanadonave? ¡Muddada kannada kiviya mele biddu thumba dinagaladuvu!» (‘señor, ¿podríamos hablar en canarés? ¡Hace mucho tiempo que no oigo ese dulce idioma!’).
Rice falleció en Londres en 1927, una semana antes de cumplir 90 años de edad.